# K-pop Cover Dance Festival
K-pop Cover Dance Festival — международный любительский танцевальный конкурс, организованный при поддержке южнокорейской телевизионной сети MBC. Конкурс называется «cover dance festival», потому что участники соревнуются в исполнении каверов танцевальных номеров корейских поп-исполнителей, то есть копируют хореографические композиции корейских тин-идолов.

## Процесс отбора
Чтобы принять участие, нужно снять свой танцевальный номер на видео, загрузить это видео в Интернет и зарегистрировать его в конкурсе (на официальном сайте фестиваля). Сначала конкурсанты проходят через онлайн-отбор. Следующий этап — очный региональный конкурс (в своей стране). Победители конкурсов в каждой отдельной стране приглашаются на финальный раунд в Корею.

## Популярность и число участников
В 2011 году на конкурс были поданы видео от более чем 1700 претендентов из 64 стран. 66 участников из 10 стран были отобраны для выступления в финале, который прошёл в Южной Корее.

## Судьи российского регионального раунда
- 2011: SHINee
- 2012: SISTAR
- 2014: Block B
- 2016: Back Mihawk
- 2018: -